# George Degner
George Degner (* 1847 in Stettin; † 24. Februar 1894 in New York City) war ein deutsch-amerikanischer Schiffsarzt und Chirurg.

## Leben
George Degner begann das Studium der Medizin an der Universität Bonn und wurde dort 1867 Mitglied des Corps Hansea. Im gleichen Jahr wechselte er an die Universität Greifswald und schloss sich dort dem Corps Pomerania an. Am Deutsch-Französischen Krieg nahm er als Militärarzt in Spandau teil. Nach Kriegsende wurde er Schiffsarzt beim Norddeutschen Loyd. 1879 ließ er sich dauerhaft in New York City nieder. Hier arbeitete er bis zu seinem Tode als Chirurg am German Hospital sowie auch einige Jahre am St. Mark´s Hospital. 
Er gehörte zu den bekanntesten und angesehensten deutschen Ärzten in New York. Sein medizinisches Engagement war uneigennützig und aufopfernd. Er galt als begnadeter Chirurg. So erholte sich beispielsweise ein Patient, der an Kehlkopfkrebs erkrankt war, von einer von Degner vorgenommenen Kehlkopf-Exstirpation und überlebte diese mehr als drei Jahre, bis er an einer Lungenentzündung verstarb, was im 19. Jahrhundert als großer medizinischer Erfolg anzusehen war.
1882 gründete Degner den Alte-Herren-Senioren-Convent New York.